# وفيق سليطين
وفيق محمود سليطين (7 أبريل 1961 - 14 يونيو 2021)، هو شاعر وناقد وأستاذ جامعي سوري من مواليد عين التينة في محافظة اللاذقية . حاصل على دكتوراه في اللغة العربية وآدابها من جامعة القاهرة عام 1995في اختصاص أدب ونقد الأدب المملوكي والعثماني. عمل أستاذًا في كلية الآداب بجامعة تشرين باللاذقية، ورئيسًا لقسم اللغة العربية، ورئيسًا لقسم المكتبات والمعلومات، هو عضو اتحاد الكتاب العرب، وعضو تحكيم جائزة المزرعة الأدبية لعام 2009 في السويداء، وعضو هيئة تحرير مجلة دراسات في اللغة العربية وآدابها الصادرة عن جامعتي تشرين وسمنان في إيران، وعضو جمعية الشعر، وعضو الهيئة الاستشارية لمجلة الموقف الأدبي. حصل على جائزة المنظمة العربية للتربية والثقافة والعلوم عام 1998، وكذلك جائزة وزارة الثقافة بدمشق 1991.

## السيرة الذاتية
عين وفيق سليطين بالجامعة كمعيد عام 1984، ثم مدرس متمرن عام 1997، ثم مدرس 1999، ثم أستاذ مساعد عام 2003.

## كتب
| الاسم                                                        | دار النشر                                                                 | المدينة/ الدولة | تاريخ النشر    | عدد الصفحات | ردمك ISBN             | المصدر               |
| ------------------------------------------------------------ | ------------------------------------------------------------------------- | --------------- | -------------- | ----------- | --------------------- | -------------------- |
| الشعر الصوفي بين مفهومي الانفصال والتوحد                     | مصر العربية دار الرأي                                                     | القاهرة دمشق    | 1995 2007      | 184         |                       | [ 7 ] [ 8 ]          |
| الزمن الأبدي                                                 | دار نون للدراسات والنشر دار المركز الثقافي دار الحصاد للنشر والتوزيع      | اللاذقية دمشق   | 1997 2007 2017 | 253         |                       | [ 9 ] [ 10 ]         |
| الكتابة السالبة من المتابعة إلا الحوار                       | دار الحوار                                                                | اللاذقية        | 2006           | 202         |                       | [ 11 ]               |
| الشعر والتصوف                                                | الهيئة العامة السورية للكتاب، صحيفة البعث دار الحوار فواصل للنشر والتوزيع | سوريا           | 2008 2013 2019 | 144         | (ردمك 9789933477141)  | [ 12 ] [ 13 ]        |
| في التعدي النقدي                                             | دار الحوار للنشر والتوزيع                                                 |                 | 2016           | 190         | (ردمك 9789933523565)  | [ 14 ]               |
| غوايـة الاسـتعادة: الـنص القـديم فـي أفـق القـراءة المعاصـرة | دار الينـابيع                                                             | دمشق            | 2009           | 152         |                       | [ 15 ]               |
| العالم الذي لم يعد هناك                                      | التكوين للطباعة والنشر والتوزيع                                           |                 | 2018           | 90          | (ردمك 9789933579937)  | [ 16 ]               |
| كلام على الكلام: دراسات في الشعر، نصوص وتجارب                | الهيئة العامة السورية للكتاب                                              |                 | 2015           | 143         |                       | [ 17 ]               |
| في التعدي النقدي                                             | دار الحوار للنشر و التوزيع                                                |                 | 2016           | 190         | (ردمك 9789933523565 ) | [ 18 ]               |
| رايات الظل                                                   | الهيئة العامة السورية للكتاب                                              |                 | 2017           | 175         |                       | [ 19 ]               |
| اللغة العربية في زمن العولمة - التحديات والآفاق              | وزارة الثقافة السورية                                                     |                 | 2018           | 64          |                       | [ 20 ]               |
| التأسيس والتحويل - تناصيات الشعر والتصوف                     | التكوين للطباعة والنشر والتوزيع                                           |                 | 2019           | 157         | (ردمك 9789933615154)  | [ 21 ]               |
| أشياء العالم الصغير                                          | وزارة الثقافة السورية                                                     |                 | 2019           | 111         |                       | [ 22 ]               |
| حطاب الحكاية                                                 | دار فواصل                                                                 |                 | 2019           | 166         | (ردمك 9789933928582)  | [ 23 ]               |
| في نقد الانغلاق الخصوصي                                      | دار فواصل                                                                 |                 | 2021           | 125         | (ردمك 9789933634261)  | [ 24 ] [ 25 ] [ 26 ] |

## الأعمال الشعرية
| الاسم                                 | دار النشر                                    | المدينة/ الدولة | تاريخ النشر | عدد الصفحات | ردمك ISBN            | المصدر |
| ------------------------------------- | -------------------------------------------- | --------------- | ----------- | ----------- | -------------------- | ------ |
| أسفار الكائن الآخر                    |                                              |                 | 1991        |             |                      |        |
| حافياً إلا من هذا الحب                 |                                              |                 | 1996        |             |                      |        |
| في سماء الهديل                        | وزارة الثقافة السورية                        |                 | 1997        | 63          |                      |        |
| العتبات                               |                                              |                 | 1999        |             |                      |        |
| معاكسة لأوابد الضوء                   | دار كنعان للدراسات والنشر والخدمات الإعلامية |                 | 2004        | 79          |                      | [ 27 ] |
| شقوق المعنى                           | الهيئة العامة السورية للكتاب                 |                 | 2008        | 77          |                      | [ 28 ] |
| كما لستَ أنت                           | دار الينابيع                                 |                 | 2010        | 95          |                      | [ 29 ] |
| عناقيد الزبد                          | اتحاد الكتاب العرب                           | دمشق            | 2011        | 154         | (ردمك 9789933210540) |        |
| في خرائب الأثر                        | الهيئة العامة السورية للكتاب                 |                 | 2016        | 211         |                      | [ 30 ] |
| أخضر كالسرير                          | الهيئة العامة السورية للكتاب                 |                 | 2018        | 128         |                      | [ 31 ] |
| العالم الذي لم يعد هناك               | التكوين للطباعة والنشر والتوزيع              |                 | 2018        | 90          | (ردمك 9789933579937) | [ 32 ] |
| أشياء العالم الصغير                   | الهيئة العامة السورية للكتاب                 |                 | 2019        | 111         |                      | [ 33 ] |
| ذلك البزوغ الأول، ذلك الاحتجاب العظيم | الهيئة العامة السورية للكتاب                 |                 | 2021        | 80          |                      | [ 34 ] |